# Aero Fighters
Aero Fighters (conegut com a Sonic Wings al Japó) és un joc vertical de tirs d'arcade llançat el 1992 per Video System, incorporat a la Super Famicom el 1993 i la Super Nintendo el 1994, i es van fer dos continuacions per la Neo Geo, una per la PlayStation i per la Sega Saturn (ambdós només al Japó) i una continuació en 3D a la Nintendo 64.
El jugador escull una de les quatre nacionalitats (EUA, Japó, Anglaterra, o Suècia), i després vola per set territoris enemics, destruint grans quantitats d'enemics disparant perquè al final poder enfrontar-se al Cap de cada escenari.
El jugador u solament pot jugar amb els seus avions del jugador 1 (F/A-18, FS-X, AV-8B, i AJ-37) i si un segon jugador s'uneix, el jugador dos ha de jugar amb els avions del segon jugador amb la nacionalitat escollida pel jugador u (F-14, F-15, JAS-39, o Tornado IDS). La restricció de nacionalitat es va retirar a Aero Fighters 2.
Aero Fighters va ser llançat per la Super NES per McO'River, afiliat de Video System als EUA. Aquesta versió es va llançar el 30 de novembre de 1994; en quantitat limitada, i és un dels cartutxos més rars per la SNES.

## Personatges
- Blaster Keaton (F/A-18 Hornet)
- Keith Bishop (F-14 Tomcat)
- Hi En (FSX)
- Mao Mao (F-15 Eagle)
- Kohful The Viking (JAS-39)
- Tee-Bee 10 (AJ-37)
- Lord River N. White (Tornat IDS)
- Villiam Syd Pride (AV-8)

## Saga Aero Fighters
1. Aero Fighters (1992, Arcade; 1994, SNES)
2. Aero Fighters 2 (1994, Neo-Geo/Arcade)
3. Aero Fighters 3 (1995, Neo-Geo/Arcade)
4. Sonic Wings Limited (1996, Arcade) Japó
5. Sonic Wings Special (1996, Sega Saturn, Sony PlayStation) Japó
6. AeroFighters Assault (1997, Nintendo 64)